# Amati

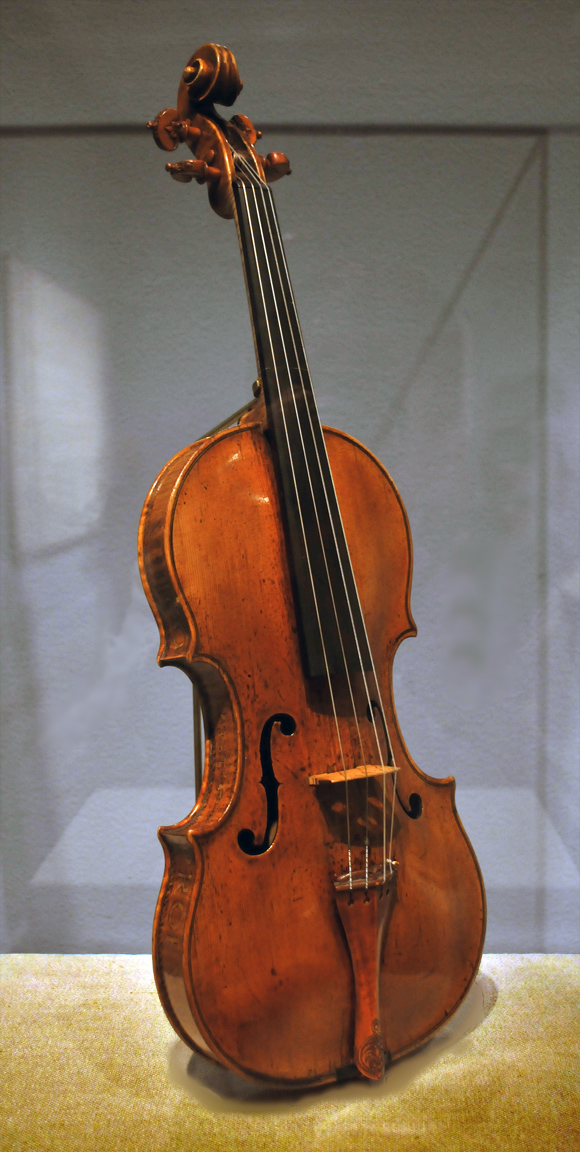
Amati. Violí fabricat el 1558.

 Els Amati  van ser una família de fabricants d'instruments musicals italiana originària de Cremona, (que quan va néixer Andrea ja es trobava sota poder de Carles I). El predomini de la família Amati en lutieria va estar vigent entre els segles xvi i xvii.
Andrea Amatti (1520 - 1578) va establir la forma del violí modern. Els seus dos fills Antonio Amati (1550 - 1638) i Girolamo Amati (1561 - 1630), van treballar junts i van ser coneguts com Els Germans Amati.
Nicolò Amati (1596 - 1684), fill de Girolamo, que va seguir el treball dels seus avantpassats a Cremona, és considerat com el més eminent luthier de la família. Entre els seus més famosos deixebles es troben Giuseppe Guarneri i Antonio Stradivari. En Niccolò Amati  va substituir doncs al seu pare Girolamo Amati.
Andrea Amati és considerat el fundador de l'escola de lutiers de Cremona i el creador de la plantilla amb la forma actual del violí. Els violins Amati es considera que tenen una sonoritat d'una dolcesa extraordinària i una potència limitada (d'acord amb els gustos i necessitats de l'època en què foren construïts).
El mestre Felip Pedrell, que va ser mestre d'harmonia dels grans genis: Granados, Isaac Albéniz i Pascual i Falla, en el seu llibre Diccionario Técnico de la Música, a l'apartat violín', els anomena "els Amat de Cremona".

## Nota
1. ↑  «Amat» a l'Encyclopædia Britannica (edició de 1911) en domini públic (anglès)
2. ↑  Zdenko Silvela. Historia del violín.  Entrelineas Editores, 16 octubre 2003, p. 28–. ISBN 9788496190382 [Consulta: 12 abril 2011].
3. ↑   A Dictionary of Music and Musicians (A. D. 1450-1889).  Forgotten Books, p. 58–. ISBN 9781440064296 [Consulta: 12 abril 2011].
4. ↑  Joseph Pearce. Violins and violin makers: Biographical dictionary of the great Italian artistes, their followers and imitators, to the present time. With essays on important subjects connected with the violin.  Longman and co., 1866, p. 93– [Consulta: 12 abril 2011].
5. ↑  François Joseph Fétis; Antonio Stradivari. Notice of Anthony Stradivari, preceded by historical and critical reseaches on the origin and transformations of bow instruments, and followed by a theoretical analysis of the bow, and remarks on Francis Tourte, tr. by J. Bishop.  Robert Cocks and Co., 1864, p. 50– [Consulta: 20 abril 2011].(anglès)
6. ↑  Tim Ingles; John Dilworth. Four centuries of violin making : fine instruments from the Sotheby's archive.  Cozio Publishing, 20 febrer 2006, p. 11–. ISBN 9780976443117 [Consulta: 12 abril 2011].
7. ↑  Felipe Pedrell. "..Viole á bras. (fr.). Nombre correspondiente al italiano de viole da braccia. Viole darco tastade. (it.). Nombre genérico de las antiguas violas de seis cuerdas, cuyo mango estaba dividido en siete ú ocho trastes, y de aquí el nombre de tastade... Anteriores á este famoso violero, los Amat de Cremona, los Gaspar da Salo y Juan Pablo Maggini, habían mejorado..".  Diccionario Tecnico de la Musica (Torres Oriol, s.f.), 1898, p. 499–.